# 김경원 (야구인)
김경원(金敬遠, 1971년 8월 18일 ~ )은 전 KBO 리그 한화 이글스의 투수이다.

## 선수 시절

### 아마추어 시절
서울전곡초등학교 3학년 때부터 야구를 시작했다. 당시 포수를 맡았지만, 보성중학교 3학년 때부터 본격적인 투수 교육을 받았다. 이후 동대문상업고등학교로 진학, 1989년에는 모교에 청룡기 우승을 안겼다. 중앙대학교로 진학했다가 경제적 어려움으로 인해 2학년을 마치고 중퇴 후, 1년 간의 시간을 보낸 뒤 지명권을 갖고 있었던 OB 베어스에 입단하였다.

### OB 베어스&두산 베어스시절
첫 해에 구원 투수로 좋은 활약을 해 이후에도 계속 팀의 마무리로 등판했다. 이후 진필중에 의해 입지가 좁아질 무렵, 1999년 5월 14일 홍원기와 전상렬을 상대로 한화 이글스에 트레이드됐다.

### 한화 이글스시절
1999년에 입단하였다. 하지만 별다른 활약을 하지 못했고, 2001년에 은퇴했다.

## 야구선수 은퇴 후
TJB 라디오에서 야구 해설을 하다가 2군 리그 경찰 야구단에서 투수코치로 활동하였다. 친정 팀 두산 베어스의 투수코치로 부임했다. 2013년에 전력분석관으로 보직 변경됐다.
2016년부터 다시 경찰 야구단의 투수코치를 맡았다.

## 출신 학교
- 서울전곡초등학교
- 서울 보성중학교
- 동대문상업고등학교
- 중앙대학교 (중퇴)

## 통산 기록
| 연 도          | 소 속          | 나 이          | 승 리 | 패 전 | 승 률 | 평 자 책 | 출 장 | 선 발 | 완 투 | 완 봉 | 세 이 브 | 홀 드 | 이 닝 | 피 안 타 | 피 홈 런 | 볼 넷 | 고 4 | 탈 삼 진 | 몸 맞 | 보 크 | 폭 투 | 실 점 | 자 책 | 타 자 수 | W H I P |
| -------------- | -------------- | -------------- | ----- | ----- | ----- | -------- | ----- | ----- | ----- | ----- | -------- | ----- | ----- | -------- | -------- | ----- | ---- | -------- | ----- | ----- | ----- | ----- | ----- | -------- | ------- |
| 1993           | OB             | 23             | 9     | 3     | .750  | 1.11     | 48    | 1     | 0     | 0     | 23       | 0     | 129.1 | 77       | 3        | 50    | 5    | 126      | 7     | 1     | 2     | 17    | 16    | 500      | 0.98    |
| 1994           | OB             | 24             | 1     | 2     | .333  | 4.95     | 19    | 2     | 0     | 0     | 4        | 0     | 36.1  | 33       | 6        | 12    | 0    | 22       | 1     | 0     | 1     | 22    | 20    | 149      | 1.24    |
| 1995           | OB             | 25             | 6     | 3     | .667  | 2.93     | 44    | 0     | 0     | 0     | 15       | 0     | 73.2  | 47       | 6        | 38    | 5    | 65       | 2     | 2     | 2     | 27    | 24    | 299      | 1.15    |
| 1996           | OB             | 26             | 3     | 7     | .300  | 3.42     | 29    | 1     | 0     | 0     | 9        | 0     | 47.1  | 40       | 3        | 20    | 5    | 42       | 1     | 0     | 3     | 19    | 18    | 199      | 1.27    |
| 1997           | OB             | 27             | 3     | 2     | .600  | 1.96     | 48    | 0     | 0     | 0     | 24       | 0     | 73.1  | 49       | 2        | 22    | 5    | 73       | 6     | 0     | 1     | 18    | 16    | 292      | 0.97    |
| 1998           | OB             | 28             | 6     | 6     | .500  | 3.02     | 34    | 2     | 0     | 0     | 5        | 0     | 53.2  | 45       | 5        | 18    | 4    | 37       | 2     | 0     | 1     | 20    | 18    | 220      | 1.17    |
| 1999           | 두산           | 29             | 1     | 1     | .500  | 4.29     | 13    | 0     | 0     | 0     | 0        | 0     | 21.0  | 17       | 2        | 11    | 0    | 13       | 1     | 0     | 0     | 11    | 10    | 87       | 1.33    |
| 1999           | 한화           | 29             | 2     | 2     | .500  | 6.08     | 21    | 10    | 0     | 0     | 0        | 0     | 60.2  | 72       | 6        | 23    | 2    | 25       | 7     | 0     | 1     | 46    | 41    | 274      | 1.57    |
| 99합           | 한화           | 29             | 3     | 3     | .500  | 5.62     | 34    | 10    | 0     | 0     | 0        | 0     | 81.2  | 89       | 8        | 34    | 2    | 38       | 8     | 0     | 1     | 57    | 51    | 361      | 1.51    |
| 2000           | 한화           | 30             | 4     | 9     | .308  | 6.34     | 29    | 14    | 0     | 0     | 0        | 1     | 82.1  | 94       | 14       | 50    | 0    | 39       | 4     | 0     | 2     | 61    | 58    | 387      | 1.75    |
| 2001           | 한화           | 31             | 1     | 1     | .500  | 6.45     | 18    | 0     | 0     | 0     | 0        | 5     | 22.1  | 22       | 4        | 8     | 0    | 16       | 5     | 0     | 0     | 21    | 16    | 99       | 1.34    |
| KBO 통산 : 9년 | KBO 통산 : 9년 | KBO 통산 : 9년 | 36    | 36    | .500  | 3.56     | 303   | 30    | 0     | 0     | 80       | 6     | 600.0 | 496      | 51       | 252   | 26   | 458      | 36    | 3     | 13    | 262   | 237   | 2506     | 1.25    |

- 시즌 기록 중 굵은 글씨는 해당 시즌 최고 기록

## 참조
1. ↑  박동희 (2008년 10월 24일). “김경원 '선동열과 맞대결 펼쳤던 사나이'”. 네이버. 2009년 2월 28일에 확인함.[깨진 링크(과거 내용 찾기)]
2. ↑  두산·한화, 2:1 트레이드 - 연합뉴스
3. ↑  “［야인시대］'제2의 선동열'이라 불렸던 사나이, 김경원을 만나다”. 엑스포츠뉴스. 2009년 1월 12일. 2009년 2월 28일에 확인함.[깨진 링크(과거 내용 찾기)]